# In vivo

In vivo (в буквальном переводе с лат. — «в (на) живом»), то есть «внутри живого организма» или «внутри клетки».
В науке in vivo обозначает проведение экспериментов на (или внутри) живой ткани при живом организме. Такое использование термина исключает использование части живого организма (так, как это делается при тестах in vitro) или использование мёртвого организма. Тестирование на животных и клинические испытания являются формами исследования in vivo.

## Употребление термина
При использовании в тексте латинских терминов, в том числе in vitro и in vivo, их принято писать курсивным шрифтом.